# 김지순 (승려)
김지순(金之淳, ? ~ 1913년 5월 8일)은 일제강점기 초기까지 활동한 승려이다. 지순은 법명이며 본명은 알려져 있지 않다.

## 생애
출생 시기는 알 수 없으며, 1908년 이회광이 주도해 결성한 원종의 학무부장에 임명되었고 1910년에는 최초의 불교 잡지인 《원종》을 창간하고 발행인이 된 것이 처음 기록된 외부 활동이다. 이때 이미 존경 받던 노승이었던 것으로만 추정된다.
한일 병합 조약이 체결된 후 조선총독부는 억압받던 불교를 보호하고 육성한다면서 사찰령을 반포했다. 1911년 반포된 사찰령은 주지의 임명권과 사찰의 재정권을 총독부가 갖는다는 것이 핵심이었으나, 조선 시대의 불교 탄압과 대비되어 불교계에서는 이 사찰령을 환영하고 칭송하는 분위기가 조성되었다.
사찰령이 반포된 1911년 대본산 전등사 주지로 인가를 받은 김지순도 이러한 분위기를 이끌었다. 김지순은 1912년 신년인사차 조선총독 데라우치 마사타케를 방문하고 메이지 천황의 사진을 배알했다. 이날 방문에는 통도사의 김구하, 해인사의 이회광, 용주사의 강대련 등 6명의 주지 승려가 함께 했다.
같은 해 전등사 본·말사법이 제정되고 총독부의 인가를 받게 되자 김지순은 〈성은으로 사법(寺法) 인가〉라는 글을 불교계 유일 기관지였던 《조선불교월보》에 실었다. 이 글에서는 "우리 조선 민족이 도탄에 빠짐을 진흥케" 한 메이지의 은덕을 찬양하고 있다.
1913년 경기도 장단군 화장사에서 머물다 사망하였으며, 교계의 신망이 두터웠던 듯 화장자 주지 이지영이 추모제를 올렸고, 30대본산주지회의에서도 특별히 '김지순 화상 추도회'라는 행사를 개최했다.
2008년 민족문제연구소가 발표한 민족문제연구소의 친일인명사전 수록예정자 명단 중 종교 부문에 포함되었다.

## 같이 보기
- 전등사

## 참고자료
- 임혜봉 (2005년 3월 1일). 〈김지순 : 사찰령을 일본 왕의 성은이라며 감격한 승려〉. 《친일 승려 108인》. 서울: 청년사. 21~25쪽쪽. ISBN 9788972783848.